# Chepang
Chepang ist eine US-amerikanische Grindcore-Band. Die Mitglieder der Band haben einen gemeinsamen kulturellen Hintergrund: Alle Mitglieder sind Immigranten aus Nepal und haben keine US-Staatsbürgerschaft. Das Quintett setzt neben mehrstimmigem Gesang ungewöhnlicherweise zwei Schlagzeuger ein.

## Geschichte
Chepang wurde im Februar 2016 von Dipesh „Mountain God“ Hirachan, Sanket „Bhotey Gore“ Lama, Kshitiz „Nails“ Moktan, Surya „Himalayan Chituwa“ Pun und Gobinda „Hammer“ Senchury gegründet. Die Mitglieder wohnen in New York, Dallas und Portland und treffen sich für Proben und Aufnahmen in New York. Alle fünf Mitglieder kommen ursprünglich aus Kathmandu, wo sie sich kennenlernten und wo Pun und Senchury in der Black-Metal-Band Antim Grahan spielten, die zwischen 2005 und 2012 fünf Alben herausbrachte. Der Name der Band entspricht dem einer teilweise halbnomadisch lebenden Ethnie in Zentralnepal, die in Nepal mit großer Armut assoziiert wird.
2017 trat Chepang auf dem größten Extreme-Metal-Festival der USA, dem Maryland Deathfest, auf. Im Juni 2018 spielte die Band beim Earslaughter Festival im kanadischen Montreal. Im Anschluss folgt eine Europatournee, die nebst Konzerten in Deutschland, Österreich und Ungarn auch einen Auftritt auf dem Obscene-Extreme-Festival in Tschechien beinhaltet.
Sänger Hirachan und Gitarrist Moktan spielen parallel bei der New Yorker Progressive-Metal-Band Sangharsha, die bisher drei Alben veröffentlicht hat.

## Stil und Rezeption
Das US-amerikanische Lifestylemagazin Vice beschreibt die Musik von Chepang als Kombination aus „manischen Riffen, mehrstimmigem Gesang und schierer Aggressivität“ einerseits und einer tief in ihrem Heimatland verwurzelten Ästhetik andererseits. Es ordnet die Musik des Albums Dadhelo – A Tale Of Wildfire in eine Schnittmenge aus Powerviolence, Crust Punk und Grindcore ein, die gelegentlich Anflüge von Noise-Rock zeige und hier und da mit Melodien traditioneller Musik angereichert werde. Das kanadische Musikmagazin Exclaim! bezeichnet die Stücke des Debütalbums als „kurze Salven von maximal 40 Sekunden aus schierem Grindcore-Chaos mit einer überwältigenden Menge roher, viszeraler Aggression“. Das Magazin betonte das hohe technische Können der Musiker. Das Decibel-Magazin stellt heraus, dass Grindcore als ohnehin radikale und befremdliche Kunstform durch die Immigranten-Identität derjenigen, die ihn erschafften, noch subversiver werde. Das US-amerikanische National Public Radio wertete, das Album Dadhelo zeige, dass Chepang das Genre Grindcore „nicht nur mit technischer Versiertheit und für eine so ungewöhnliche Instrumentalisierung erstaunlich kompakter Dynamik, sondern auch mit furchtloser Unbekümmertheit und Hingabe“ interpretiere. Das Musikportal Sputnikmusic schreibt über die Debüt-EP Lathi Charge, die Band „kanalisiere so viel unbequeme politische Energie wie möglich in ihr Werk“, und das Ergebnis sei „elektrisierend“, unterhaltsam, wütend, aber auch zugänglich. Das Subterranean-Blog definiert Chepangs Musik als chaotischen, technisch versierten, von Crustcore und Powerviolence beeinflussten Grindcore mit Groove-Elementen. Die englischsprachige nepalesische Tageszeitung The Kathmandu Post bezeichnete die Musik der Band als „schnell, hart und laut“ und geprägt von „kreischenden Gitarren, stampfendem Schlagzeug und einem Gesangsstil, der mühelos zwischen Growls und Screams“ wechsle.
Die Band selbst bezeichnet ihre Musik scherzhaft als „Immigrindcore“, ein Kofferwort aus „Immigrants“ und „Grindcore“, und spielen so auf ihren Status als Immigranten an. Die Band spielt laut Sänger Hirachan Grindcore, weil dieser „freie, offene Aggression“ darstelle, „rohe Emotion, die Hand in Hand mit dem Thema Klassenkampf“ einhergehe. Gitarrist Moktan erläuterte hierzu in einem Interview, dass die Bandmitglieder im Vorfeld keine Kenntnis des Genres gehabt, sondern intuitiv Lieder geschrieben hätten, wobei eine Art Grindcore herausgekommen sei. Ungewöhnlich ist die Instrumentenverteilung mit zwei Sängern, einem Gitarristen und zwei Schlagzeugern. Das zweite Schlagzeug wird seit den Aufnahmen zum Album Dadhelo eingesetzt. Der Verzicht auf einen Bassisten eint Chepang mit den Grindcore-Bands Magrudergrind und Pig Destroyer. Die Titel ihrer Lieder sind in transkribiertem Nepali gehalten. Die ebenfalls in Nepali gehaltenen Texte behandeln politische und soziale Themen, unter anderem solche mit Bezug zu Chepangs Heimat Nepal.

## Diskografie
- 2016: Lathi Charge (EP, Nerve Altar)
- 2017: Dadhelo – A Tale Of Wildfire (Nerve Altar)
- 2018: Split-EP mit Test (Cricket Cemetary)
- 2020: Chatta (Nerve Altar)
- 2021: Split-EP mit Yautja (GCBT Records)
- 2022: Swatta (Holy Goat Records)
- 2025: Jhyappa (Relapse Records)